# Maria L. Marcus
Maria L. Marcus (geboren als Maria Eleanor Erica Lenhoff 23. Juni 1933 in Wien; gestorben 27. April 2022 in New York City) war eine US-amerikanische Juristin und Hochschullehrerin.

## Leben
Maria Lenhoff war eine Tochter des österreichischen Rechtswissenschaftlers Arthur Lenhoff und der Clara Gruber. Die Familie floh nach dem Anschluss Österreichs 1938 in die Vereinigten Staaten, wo der Vater an der University at Buffalo Arbeit fand und mit einem Master in common law einen Neuanfang machen musste. Maria Lenhoff studierte Englisch am Oberlin College mit einem B.A. im Jahr 1954 und anschließend Rechtswissenschaft an der Yale Law School mit einem Abschluss im Jahr 1957. Sie heiratete 1956 den New Yorker Juristen und Stadtplaner Norman Marcus (1932–2008). Von 1961 an arbeitete sie als Rechtsberaterin bei der National Association for the Advancement of Colored People (NAACP), ab 1967 bei der New Yorker Kommunalverwaltung als ein Assistant Attorney General und leitete ab 1976 die Rechtsabteilung. Sie vertrat New York vor dem Supreme Court.
Marcus wurde 1978 Rechtsprofessorin an der Fordham University, das von ihr betreute Moot-Court-Team gewann 1994 den nationalen Wettbewerb. 2011 wurde sie emeritiert.

## Schriften (Auswahl)
- Conjugal Violence: The Law of Force and the Force of Law, in: California Law Review, Vol. 69, Issue 6 (December 1981), pp. 1657–1733
- Austria's Pre-War Brown v. Board of Education. Fifty Years of Reflection: Brown v. Board of Education and Its Universal Implications, in: Fordham Urban Law Journal, Vol. 32, Issue 1 (December 2004), pp. 1–82